# Quercus charcasana
Quercus charcasana là một loài thực vật có hoa trong họ Cử. Loài này được Trel. ex A.Camus miêu tả khoa học đầu tiên năm 1952.